# آندری اینشین
آندری اینشین (استونیایی: Andrei Inešin؛ زادهٔ ۱۸ ژانویهٔ ۱۹۶۷)  تیرانداز اهل استونی است. وی در بازی‌های المپیک تابستانی ۱۹۹۲ تا بازی‌های المپیک تابستانی ۲۰۰۸ شرکت کرده‌است.